# 아히르
아히르(힌디어: अहीर)는 인도에서 전통적으로 엘리트가 아닌 목자들의 공동체이며, 그들 대부분의 구성원들은 두 용어를 동의어로 간주하기 때문에 인도 야다브 공동체의 일원으로 확인한다. 아히르인들은 카스트, 씨족, 공동체, 인종 및 부족으로 다양하게 묘사된다.
아히르들의 전통적인 직업은 목축과 농업이다. 아히르들은 19세기 말부터 20세기 초까지 공동체를 위해 야다브라는 단어를 사용했으며, 아리아 사마지의 영향으로 산스크리트화 과정을 통해 사회적, 정치적 부흥 운동의 일환으로 신화적 왕 야두의 후손이라고 주장했다.
인도의 아히르들은 갈리와 고시 또는 북인도의 곱을 포함한 수많은 다른 이름들로 알려져 있다. 구자라트주와 남인도에서는 아야르, 골라, 코나르로 알려져 있다. 우타르프라데시주의 분델칸드구의 일부는 다우와로 알려져 있다. 아히르들은 20개 이상의 하위 카스트를 가지고 있다.
아히르는 인도 전역에서 발견되지만 특히 북부 지역에 집중되어 있다. 인도 밖에서는 네팔, 모리셔스, 피지, 남아프리카 공화국 및 카리브해, 특히 가이아나, 트리니다드 토바고 및 수리남에 상당히 많이 분포하고 있다. 모리셔스와 카리브해에 거주하는 아히르들은 대부분 영국령 인도 제국 시대 동안 인도의 이전 분할된 아대륙에서 19세기에서 20세기 사이에 도착한 정착민들의 후손이다.